# Sint-Jozefskerk (Kastel)

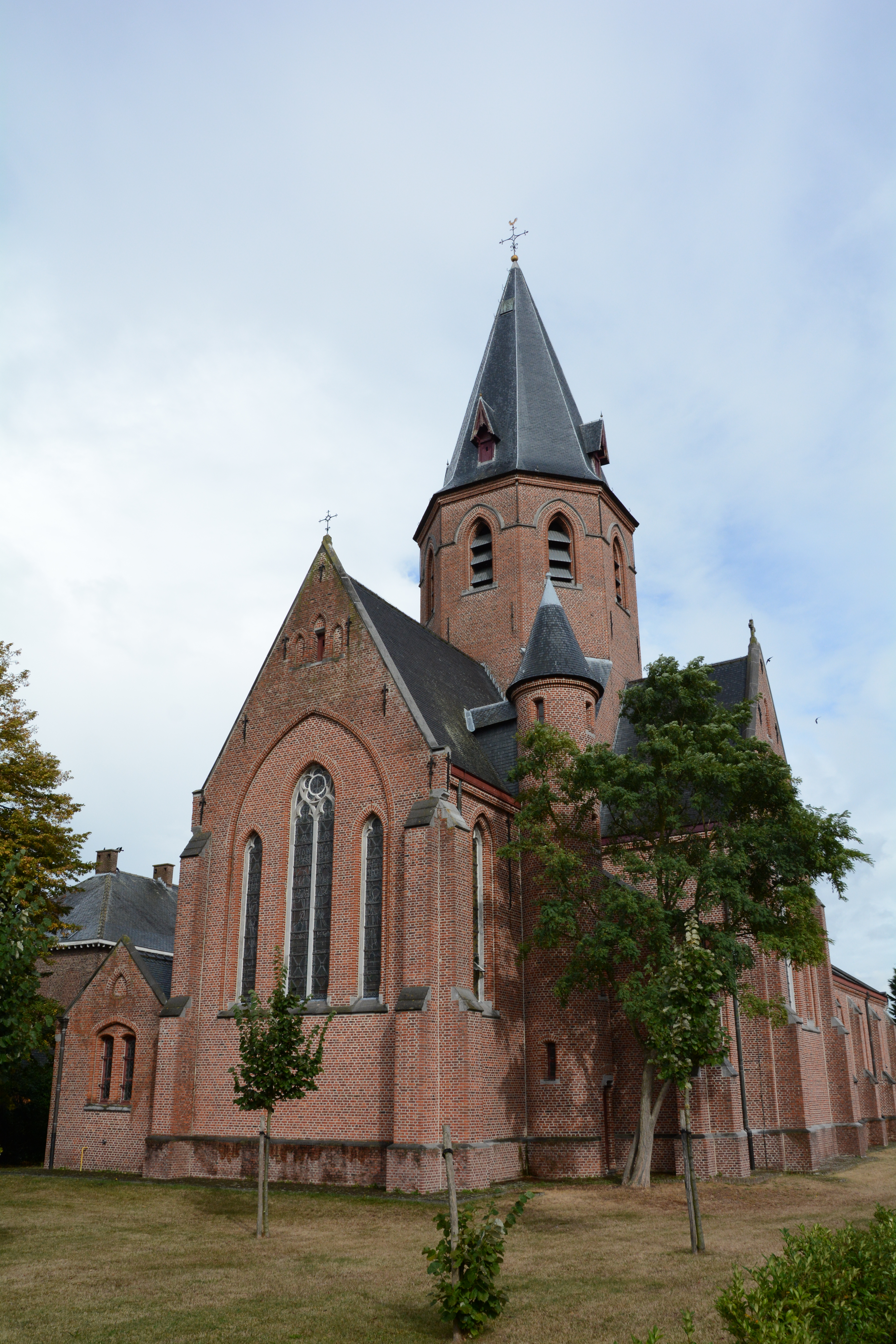
Sint-Jozefskerk

De Sint-Jozefskerk is de parochiekerk van de tot de Oost-Vlaamse gemeente Hamme behorende plaats Kastel, gelegen aan de Ganzenberg.

## Geschiedenis
De bewoners van Kastel waren vanouds aangewezen op de Sint-Martinuskerk van Moerzeke. Soms was er een dienst in de Sint-Bernarduskapel die werd bediend door de monniken van de Sint-Bernardusabdij te Bornem.
In 1874 werd een houten loods als noodkerk in gebruik genomen en van 1875-1877 werd een definitieve kerk gebouwd naar ontwerp van Gustaaf Hoste.

## Gebouw
Het betreft een naar het westen georiënteerd bakstenen basilicale kruiskerk in neogotische stijl. De vieringtoren heeft een vierzijdige basis en een achtkante bovenbouw.

## Interieur
De kerk bezit een aantal glas-in-loodramen, vervaardigd door Camiel Ganton. Het kerkmeubilair is voornamelijk neogotisch en stamt uit eind 19e of de 20e eeuw.